# Marie de Latour-Simons

Marie Simons, geschilderd door haar zoon Alexandre De Latour (collectie KMSKA, Antwerpen)

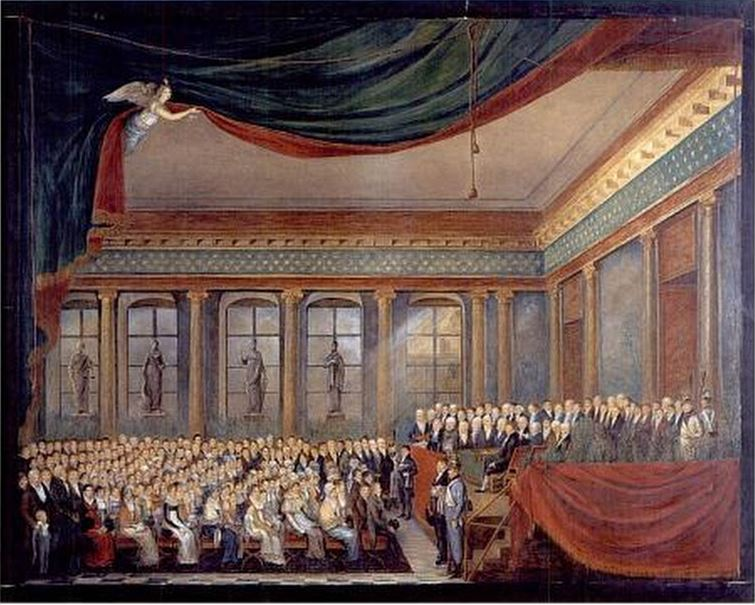
Prijsuitreiking op de eerste Salon van Brussel (gouache uit 1811)

Marie-Élisabeth-Jeanne de Latour-Simons (Brussel, 1750 – aldaar?, 1834) was een Belgisch schilder en graveur.
Ze was een dochter van de schilder Jan-Baptist Simons (1717-1783). Haar werk bestond vooral uit pastel en gouache, miniaturen en prenten, vaak van interieurs. Daarnaast schilderde ze ook portretten en maakte ze reproducties. Een deel van haar werk gaf ze aan haar broer Jan-Baptist toen die in 1786 blind werd. In 1817 kreeg ze een prijs van de Antwerpse Société pour l'Encouragement des Beaux-Arts. Haar zoon Alexandre De Latour schilderde ook.

## Voetnoten
1. ↑  Roeland van Eynden en Adriaan van der Willigen (eds.), Geschiedenis der vaderlandsche schilderkunst, vol. 3, p. 355-356
2. 1 2  Profiel in de Dictionary of Pastellists Before 1800. Gearchiveerd op 10 mei 2023.
3. 1 2  Michael Bryan, Dictionary of Painters and Engravers. Biographical and Critical, 1886, p. 384. Gearchiveerd op 10 september 2023.

- Bibliothèque nationale de France: cb14957979r (data)
- Biografisch Portaal: 27015861
- International Standard Name Identifier: 0000 0000 4526 2662
- Library of Congress Control Number: n93088328
- Nederlandse Thesaurus van Auteursnamen: 074384392
- RKD-Nederlands Instituut voor Kunstgeschiedenis: 72746
- Union List of Artist Names: 500044526
- Virtual International Authority File: 6610859
- WorldCat: E39PBJwdggjWgjpbfyk8cQCJDq